# Asesinato de Teresa Sievers
Teresa Sievers (Derby, Connecticut; 19 de noviembre de 1968 - Bonita Springs, Florida; 28 de junio de 2015) fue una mujer estadounidense que fue asesinada tras ser atacada en su domicilio por dos hombres que la apalearon hasta la muerte con un martillo, golpeándola un total de diecisiete veces. La policía detuvo a dos hombres de Misuri por el crimen: Curtis Wayne Wright Jr. y Jimmy Ray Rodgers. En diciembre de 2015, el marido de Teresa, Mark Sievers, también fue arrestado y acusado de orquestar su asesinato, siendo el motivo el dinero del seguro de vida, así como el hecho de que Teresa supuestamente iba a quitarle a sus hijos y él no podía permitirse luchar por la custodia. Los tres fueron declarados culpables del asesinato. Wright fue condenado a veinticinco años de prisión, Rodgers a cadena perpetua y Mark Sievers a la pena de muerte.

## Trasfondo
Nacida como Teresa Ann Grace Tottenham, sus padres se separaron cuando tenía un mes y fue criada por su madre. Desde sexto curso se interesó por la medicina y quiso ser médico. Llegó a ser la mejor de su promoción en el instituto. En 1996 se licenció en la Facultad de Medicina de la Universidad de Ross, en Dominica. Más tarde realizó un curso de premedicina por la Universidad de Fairfield y completó su residencia en la Universidad de Florida.
Tras la disolución de su primer matrimonio, Teresa se casó en segundas nupcias 2003 con Mark Sievers, hermano de una de sus amigas. La pareja tuvo dos hijos, de 11 y 8 años en el momento del asesinato de su madre. En 2006, la familia se trasladó a Bonita Springs (Florida), y la pareja abrió una consulta de medicina holística llamada Restorative Health and Healing Center en Estero. Poco antes de su muerte, Teresa apareció en una revista femenina local.

## Asesinato
En 2015, Mark acudió a la boda de su amigo de la infancia Curtis Wayne Wright Jr. en Misuri. Mark le confió a Wright que tenía problemas matrimoniales con Teresa y temía que le quitara a sus hijos y dijo que no podía permitirse luchar por la misma. Wright le dijo a Mark que su única opción era que Teresa muriera. Mark dijo que pagaría a Wright para que le ayudara, así que los dos hombres planearon cómo matar a Teresa. Mark también quería matar a Teresa para poder reclamar el dinero del seguro de vida. Los investigadores descubrirían más tarde que había cinco pólizas de seguro sobre Teresa por un total de 4 433 millones de dólares. Sin que Mark lo supiera, Wright consiguió más tarde la ayuda de un tercer hombre para que colaborara en el asesinato, Jimmy Ray Rodgers, a quien Wright pagó para que le ayudara.
La mañana del 27 de junio de 2015, Wright cogió un coche de alquiler en Hillsboro (Misuri) y fue a recoger a Rodgers. Los dos hombres condujeron entonces hasta la casa de la familia Sievers en Bonita Springs (Florida). Un registro del sistema GPS, que más tarde se mostró como prueba ante el tribunal, rastreó la ruta que siguieron los hombres. 
Durante el trayecto, pararon en una gasolinera y fueron grabados en una cinta de vigilancia. Wright y Rodgers llegaron a la casa de los Sievers aproximadamente a las 6 de la mañana del 28 de junio. Entraron en la propiedad y desactivaron la alarma de seguridad antes de salir y dar otro paseo en coche. Los hombres fueron grabados en una cinta de vigilancia en una tienda Walmart local, donde compraron bolsas de basura, toallitas húmedas, toallas negras, zapatos negros y un kit para forzar cerraduras. Después regresaron a casa de los Siever y esperaron varias horas hasta que Teresa regresó.
Teresa aterrizó en el Aeropuerto Internacional de Florida Suroccidental esa noche, tras interrumpir unas vacaciones familiares en Connecticut. Ese mismo día, Mark la había llevado en coche a LaGuardia, en Nueva York, para que pudiera coger un vuelo a casa, donde había volado sola para poder atender a los pacientes de su clínica a la mañana siguiente. Fue vista con vida por última vez en un vídeo de vigilancia en el aeropuerto de Florida. Al llegar a casa, Wright y Rodgers la emboscaron y la mataron golpeándola diecisiete veces con un martillo. Sus asesinos se marcharon y regresaron a Misuri en la madrugada del 29 de junio.

## Hechos posteriores
La mañana del 29 de junio, un amigo de la familia encontró a Teresa muerta en su casa. Mark había llamado al amigo para ver cómo estaba después de que ella no se presentara en el trabajo. La encontraron tirada en el suelo de la cocina y los investigadores hallaron un martillo junto a su cuerpo. Una semana después se celebró su funeral en la iglesia Unity de Nápoles. Mark asistió al funeral y caminó por el pasillo de la iglesia con sus dos hijos, con aspecto angustiado. En el funeral, pronunció un discurso y dijo: "Era, y sigo siendo, el hombre más afortunado del mundo".
No hubo pistas en el caso durante casi dos meses. En agosto de 2015, la policía actuó siguiendo una pista y detuvo a Rodgers y Wright en Misuri. Ambos fueron acusados de asesinato. La novia de Rodgers ayudó a la policía en su investigación y les dijo que había admitido haber matado a Teresa. Afirmó que Rodgers le había dicho que Mark había contratado a Wright, quien a su vez contrató a Rodgers para asesinar a su esposa por el dinero del seguro de vida.
En diciembre de 2015, Mark fue acusado de asesinato tras descubrirse una conexión entre él y Wright. Las sospechas habían recaído sobre Mark desde el principio. Horas después del funeral de Teresa, los investigadores le habían visto arrojar equipos informáticos a un contenedor situado detrás de la consulta médica de la pareja. Aunque al principio Mark se había mostrado cooperativo y había entregado su teléfono móvil a los investigadores, más tarde se negó a cooperar.
El 11 de mayo de 2016, la madre de Teresa obtuvo la custodia de los hijos del matrimonio Sievers mientras el caso se preparaba para avanzar hacia el juicio.

## Juicio
Wright aceptó un acuerdo de culpabilidad de 25 años a cambio de su testimonio contra Mark y Rodgers. En 2016, Wright se declaró culpable de asesinato en segundo grado y se le condenó a veinticinco años de prisión. Rodgers se enfrentaba inicialmente a un cargo de asesinato en primer grado y a la posibilidad de la pena de muerte; sin embargo, fue declarado culpable del cargo menor de asesinato en segundo grado, además de allanamiento de morada. El 23 de octubre de 2019, un jurado lo declaró culpable y el 12 de diciembre fue condenado a cadena perpetua.
Mark Sievers fue declarado culpable de asesinato en primer grado. El 4 de diciembre de 2019, fue declarado culpable de asesinato en primer grado y el jurado recomendó unánimemente que recibiera la pena de muerte. El 3 de enero de 2020, el juez Bruce Kyle recogió dicha recomendación y confirmó dicha condena capital. Permanece en el corredor de la muerte de la Institución Correccional Union. El 17 de noviembre de 2022, su condena fue confirmada por el Tribunal Supremo de Florida y su apelación al corredor de la muerte fue denegada. Dos semanas después, Sievers presentó una nueva moción para una nueva audiencia con la esperanza de revertir el fallo.